# Архедем з Тарса
Архедем з Тарса (грец. Άρχέδημος) — давньогрецький філософ-стоїк, був у розквіті близько 140 до н. е.
В етиці він намагався уточнити ідеї Діогена Вавилонського й Антіпатра з Тарса, запропонувавши свою формулу «кінцевої мети» («жити, виконуючи все належне» — Diog. L. VII 88).
Автор двох праць: Про голос (грец. Περὶ Φωνῆς) і Про елементи (грец. Περὶ Στοιχείων), згадуються Діогеном Лаертським.
Ймовірно, він той Архедем, якого Плутарх називає Афінським, і який, за його твердженням, відправився в Парфію та заснував школу філософів-стоїків у Вавилоні .
Архедем також згаданий в творах Цицерона, Сенеки та інших стародавніх авторів.